# 스베이든 아론 그뷔드욘센
스베이든 아론 그뷔드욘센(1998년 5월 12일 ~ , 아이슬란드어: Sveinn Aron Guðjohnsen)는 아이슬란드의 축구 선수이며 포지션은 공격수이다. 현재는 엘프스보리 소속으로 뛰고 있다.